# Hexatoma rufipennis
Hexatoma rufipennis är en tvåvingeart som först beskrevs av Alexander 1925.  Hexatoma rufipennis ingår i släktet Hexatoma och familjen småharkrankar. Inga underarter finns listade i Catalogue of Life.